# Artins L-funktion
Inom matematiken är Artins L-funktion en viss Dirichletserie associerad till en linjär representation ρ av en Galoisgrupp G. Dessa funktioner introducerades 1923 av Emil Artin i samband med hans forskning inom klasskroppsteori. Deras fundamentala egenskaper, speciellt Artins förmodan, beskriven nedan, har visat sig vara svåra att undersöka. En av tankarna bakom ickekommutativ klasskroppsteori är att generalisera den komplexanalytiska naturen av Artins L-funktioner analogt med automorfa former och Langlands program.

## Funktionalekvation
Artins L-funktion satisfierar en viss funktionalekvation. Funktionen L(ρ,s) är relaterad till L(ρ*, 1 − s), där ρ* betecknar den konjugata representationen. Mer precist, om L ersätts med Λ(ρ, s), som är L multiplicerad med vissa gammafaktorer, så finns en funktionalekvation 
{\displaystyle \Lambda (\rho ,s)=W(\rho )\Lambda (\rho ^{*},\ 1-s)}
med ett visst komplext tal W(ρ) med absolutvärdet 1.

## Artins förmodan
Artins förmodan innebär att Artins L-funktion L(ρ,s) av en otrivial irreducibel representation ρ är analytisk i hela det komplexa talplanet.
Detta är känt för endimensionella representationer emedan deras L-funktioner är associerade till Heckekaraktärer, och speciellt för Dirichlets L-funktioner.  Mer allmänt bevisade Artin att Artins förmodan är sann för alla representationer inducerade från endimensionella representationer. Om Galoisgruppen är superlösbar är alla representationer av denna form, så att Artins förmodan gäller i detta fall.
Tvådimensionella representationer klassificeras enligt naturen av delgruppen som deras bild bildar: den kan vara cyklisk, dihedral, tetrahedral, oktahedral eller ikosahedral. Artins förmodan för det cykliska och dihedrala fallet följer enkelt av Heckes arbete. Langlands använde basbyteslyftet till att bevisa det tetrahedrala fallet, och Jerrold Tunnell utvidgade hans arbete till det oktahedrala fallet; Andrew Wiles använde dessa resultat i hans bevis av Taniyama–Shimuras sats. Richard Taylor och andra har gjort framsteg mot det ikosahedrala fallet; detta är ett aktivt forskningsområde.
André Weil bevisade Artins förmodan i fallet för funktionskroppar.
Av Brauers sats om inducerade karaktärer följer att Artins L-funktion alltid är en produkt av positiva och negativa heltalspotenser av Heckes L-funktioner, och är därmed meromorf i hela komplexa planet.